# Pseudoheteronyx laticollis
Pseudoheteronyx laticollis är en skalbaggsart som beskrevs av Blackburn 1908. Pseudoheteronyx laticollis ingår i släktet Pseudoheteronyx och familjen Melolonthidae. Inga underarter finns listade i Catalogue of Life.